# Bienenelfe
Die Bienenelfe (Mellisuga helenae), auch Kubaelfe oder Hummelkolibri, auch Bienen- oder Elfenkolibri genannt, gilt als die kleinste Kolibriart und als der kleinste Vogel weltweit. Sie legt auch die kleinsten Vogeleier. Daneben wird oft die Zwergelfe (Mellisuga minima ([[Carl von Linné|Linnaeus]], 1758)) als kleinste Art genannt. Die Bienenelfe kommt endemisch auf Kuba vor. Der Bestand wird von der IUCN als „potenziell gefährdet“ (near threatened) eingeschätzt.

## Aussehen und Merkmale
Bienenelfen messen von Schwanz bis Schnabel ca. 5–7 cm, Weibchen werden größer als Männchen. Mit einem Gewicht von etwa 1,8 Gramm sind sie leichter als eine Straußenfeder. Sie haben einen Herzschlag von 300 bis 500 Schlägen pro Minute.
Die für Kolibriarten charakteristische Befiederung ist bei Männchen und Weibchen der Bienenelfen unterschiedlich. So ist das Gefieder des Männchens oberseits bläulich schillernd und das des Weibchens eher grünlich gefärbt, die Farbe der Unterseite des Gefieders ist dagegen bei beiden hellgrau. Die Schwanzfederspitzen der Weibchen sind weiß, während Männchen an der metallisch roten Färbung von Kopf und Kehle zu erkennen sind.

## Nahrung
Die Bienenelfe ernährt sich ausschließlich von Nektar. Sie saugt ihn mit ihrer langen, an der Spitze gespaltenen und strohhalmförmigen Zunge auf, diese ist doppelt so lang wie der dünne Schnabel. Dabei schwebt sie mit über 90 Flügelschlägen pro Sekunde in der Luft vor der Pflanze. Mit dem Nektar werden auch Pollen aufgenommen, die dadurch von Blüte zu Blüte transportiert werden. Somit hat die Bienenelfe eine wichtige Rolle in der Bestäubung von Pflanzen. Die Anzahl der besuchten und bestäubten Blüten kann bei 1500 Blüten pro Tag liegen.

## Vorkommen

Verbreitungskarte

Die Art ist endemisch. Sie benötigt epiphyten- und lianenreiche, primäre Waldgebiete und kommt daher nur noch in einigen Regionen der Hauptinsel Kubas vor, wie in der Ciénaga de Zapata, in der Provinz Guantánamo u. a. in den Cuchillas de Toa und auf der Guanahacabibes-Halbinsel. Auf der Isla de la Juventud, die früher Isla de Pinos genannt wurde, ist die Bienenelfe möglicherweise nicht mehr präsent.

## Etymologie und Forschungsgeschichte
Die Bienenelfe wurde 1844 vom deutschen Naturforscher Johann Christoph Gundlach entdeckt. Die Erstbeschreibung erfolgte 1850 durch Juan Lembeye unter dem wissenschaftlichen Namen Orthorhynchus helenæ. Er verwendete hierzu ein Manuskript von Gundlach. Erst später wurde die Art der Gattung Mellisuga Brisson, 1760 zugeordnet. Der Begriff leitet sich von den lateinischen Wörtern mel, mellis für „Honig“ und sugere für „saugen“ ab. Das Artepitheton ist Elena de Faz, die Frau des kubanischen Plantagenbesitzers Charles Booth, der mit Gundlach befreundet war, gewidmet. Elena de Faz starb 1850 an Cholera.

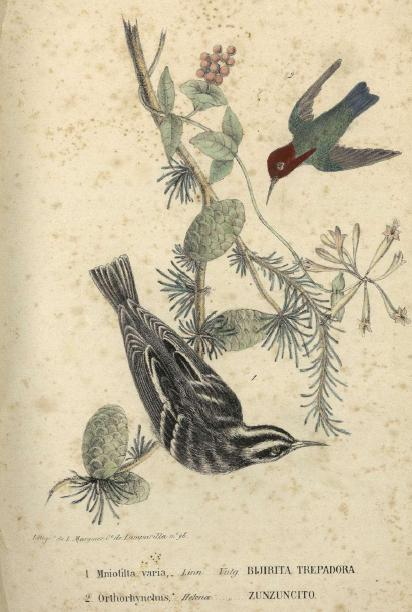
Kletterwaldsänger (Mniotilta varia (Linnaeus, 1766)) und Bienenelfe (Mellisuga helenae). Lithografie von Luis Marquier aus der Calle De Lamrilla No. 96 in Havanna (Tafel zur Originalbeschreibung). Illustrator war Laureano Fernández.
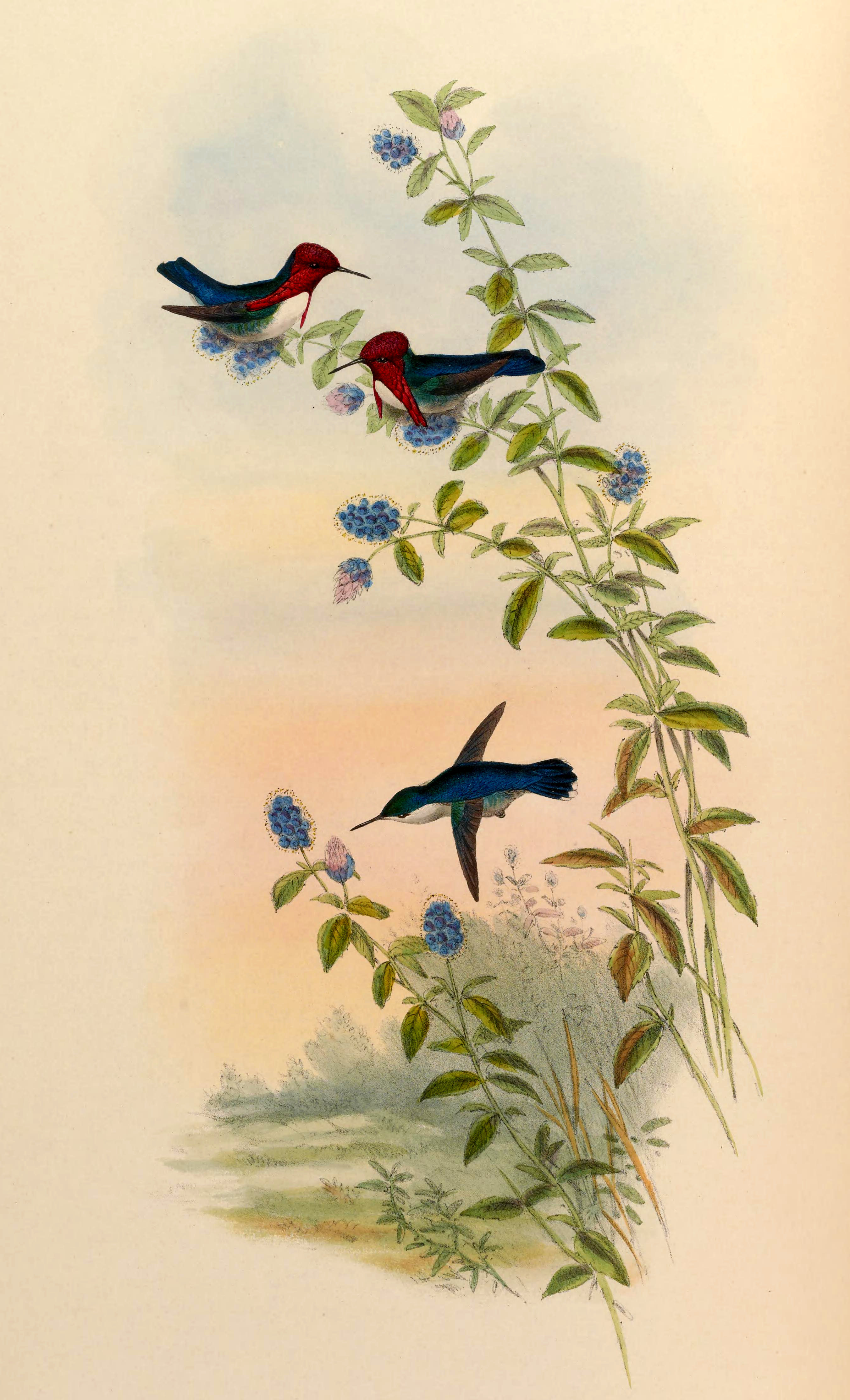
Bienenelfe nach John Gould

## Unterarten
Es sind keine Unterarten der Bienenelfe bekannt. Sie gilt als monotypisch.